# Sidi Moussa El Majdoub
Sidi Moussa El Majdoub (en àrab سيدي موسى المجدوب, Sīdī Mūsà al-Majdūb; en amazic ⵙⵉⴷⵉ ⵎⵓⵙⴰ ⴰⵎⵊⴷⵓⴱ) és una comuna rural de la prefectura de Mohammédia, a la regió de Casablanca-Settat, al Marroc. Segons el cens de 2014 tenia una població total de 20.330 persones.